# أمريكيون سويديون
الأمريكيون السويديون (بالإنجليزية:Swedish Americans) ، وهم مجموعة من العرق السويدي يعيشون في الولايات المتحدة ، هاجروا إلى الولايات المتحدة مابين عام 1885-1915م ، ويدين معظمهم بالمسيحية. يقدر عددهم اليوم بـ8 ملايين نسمة.
يعيش معظمهم في ولايتيّ مينيسوتا وويسكونسن.

## وصلات خارجية
- Swedish American Museum Center in Chicago
- Swedish American Museum in Swedesburg, Iowa
- Swedish Historic Society of Rockford, Illinois
- Swenson Swedish Immigration Research Center
- Swedish Colonial Society
- Multicultural America Swedish Americans
- Swedish American Historic Society
- Swedish Council of America
- Svensk Hyllningsfest in Lindsborg, Kansas
- Swedish American Heritage Society of West Michigan
- Swedish Expat organization in New York and Los Angeles